# Capela Nosso Senhor Jesus do Bom Fim

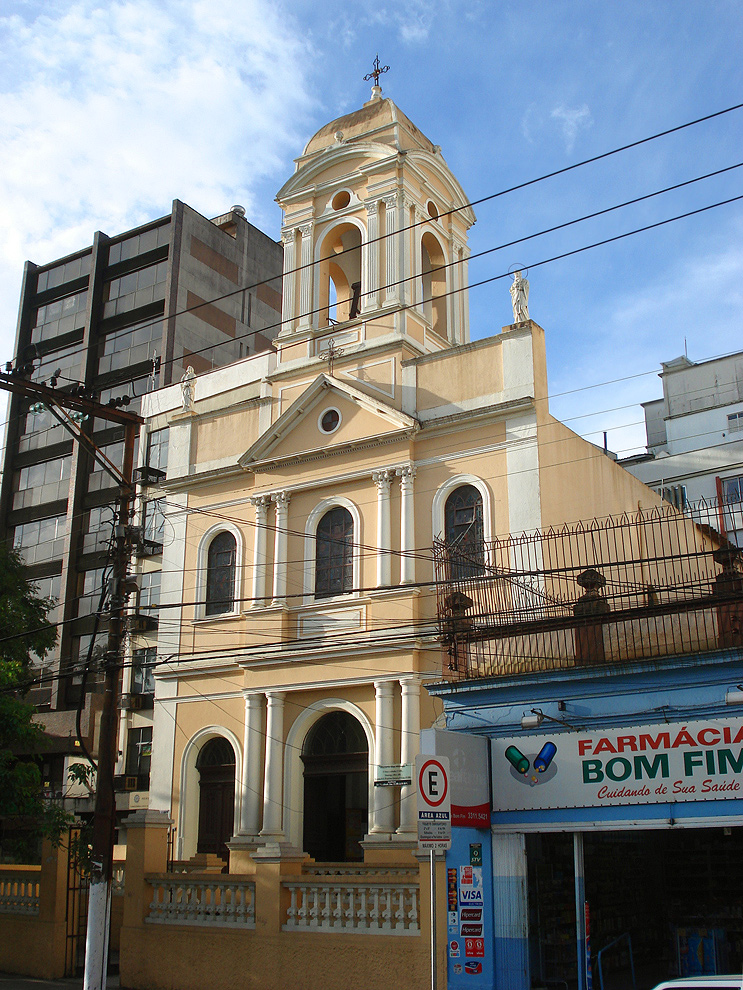
Capela do Bonfim.

A Capela Nosso Senhor Jesus do Bom Fim, Capela do Senhor do Bom Fim, ou, mais simplesmente, Capela do Bonfim, é uma pequena igreja católica localizada na Avenida Osvaldo Aranha, no bairro Bom Fim, em Porto Alegre. 

## História

### Origens

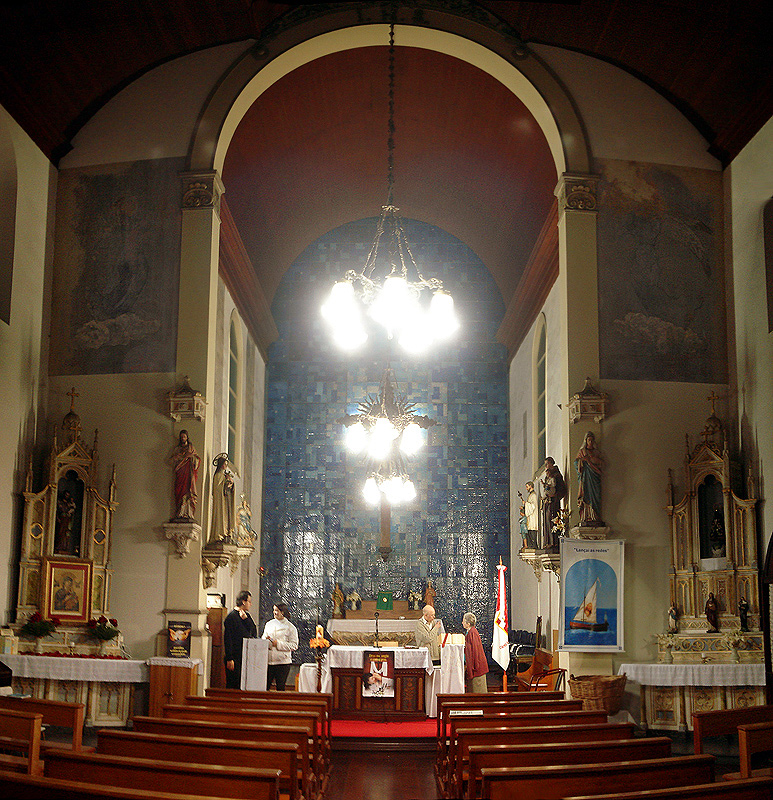
Nave e capela-mor.

Um registro bastante detalhado sobre os primórdios desta devoção em Porto Alegre se encontra no Comentário Eclesiásticco do R.S. desde 1737, obra inédita de Vicente Zeferino Dias Lopes. Diz ele:
"Havendo na Capela, hoje Matriz de N.S. da Conceição, uma Imagem do Santo Cristo, alguns devotos começaram a dar-lhe culto sob o título do Senhor do Bom Fim, distinguindo-se entre todos Joaquim de Santana Sodré; e com licença da respectiva Irmandade, celebraram a primeira festa a 23 de agosto de 1868. Crescendo o número de devotos reuniram-se a 17 de janeiro de 1864, e criaram uma irmandade por devoção. [...] No dia 18 inaugurou-se; e para sustentação do culto, por despacho de D. Sebastião Dias Laranjeiras, de 13 de junho em seu requerimento foram autorizados a esmolar. A 25 de março de 1886 requereram à Irmandade da Conceição que lhe cedessem a Imagem mediante qualquer espórtula, com a condição de não a retirarem do altar, enquanto não tivesse Igreja própria".
A área onde hoje se ergue a Capela do Senhor do Bom Fim era inicialmente uma grande estância de propriedade de Antônio da Silva Pereira, que foi vendida ao escravo forro Garcia de Souza, que dela fez um vasto milharal em 1777. Nesta época já era conhecida como Várzea. Por ali fora aberta uma estrada, chamada de Estrada do Meio ou Caminho do Meio, e depois de Avenida Bom Fim, a atual avenida Oswaldo Aranha, onde se localiza com o número 462.
Em 1870, por estar sendo construída a capela na região, a Várzea passou a ser chamada de Campo do Bom Fim, mas com a libertação de grande número de escravos em 1884, 4 anos antes da Lei Áurea, o lugar foi chamado de Campos da Redenção. Na exposição comemorativa do Centenário da Revolução Farroupilha, realizada nestes campos em 1935, tornou-se o Parque Farroupilha, nome que até hoje designa o grande parque remanescente dos antigos descampados. Com a crescente urbanização da metrópole a capela acabou por encontrar-se em um entorno polimorfo e muito poluído visualmente, infelizmente cercada de arranha-céus e alguns casarões decadentes, e defronte a uma avenida movimentada com abrigos para ônibus e pesada fiação para iluminação pública.
A primeira doação veio em 1865: 100 mil réis de José Joaquim Mariante, para as obras que iniciariam. Em seguida, em 1866, D. Feliciana Alexandrina da Silva Câmara doou um terreno em frente à Várzea para a construção do templo, cuja edificação foi autorizada em 16 de novembro. As obras não começaram imediatamente, apenas o local foi assinalado com a instalação de um mastro, em 20 de janeiro de 1867, e a pedra fundamental foi lançada em 30 de maio deste ano. Antes de ser terminada, foram realizados ofícios em um barracão de madeira erguido em meio às obras.
A capela só viria a ser inaugurada bem mais tarde, em 1883, em virtude da escassez de recursos. A bênção solene foi dada em 1 de setembro do mesmo ano. Mas a construção não foi dada por completa em sua inauguração. Melhorias, reformas e ampliações continuaram a acontecer pelo menos até 1913, após o que não se documentam mais alterações significativas. Mesmo assim diversas outras intervenções menores se verificaram, como pinturas externas e internas, reformas no soalho e no telhado, instalação de sanitários e vitrais, etc, e o prédio esteve em obras quase permanentemente ao longo de toda a sua história.

### Decadência e restauro

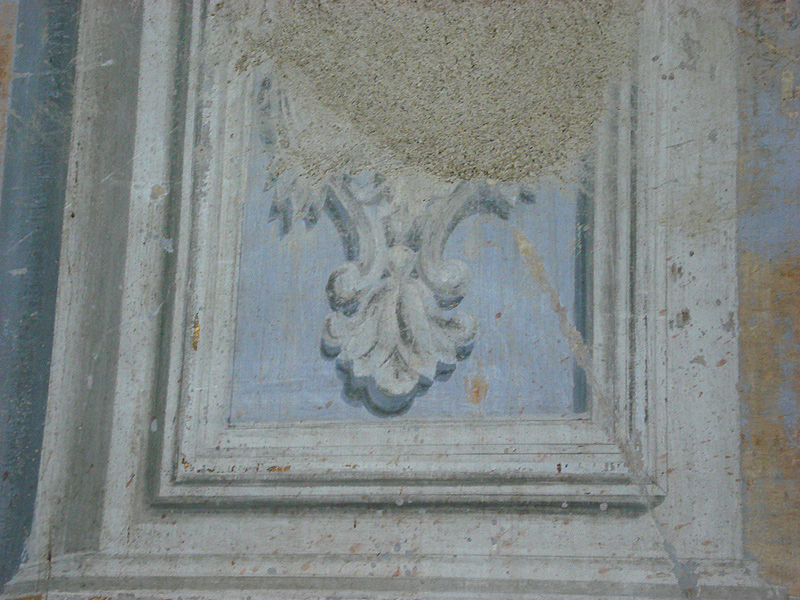
Remanescente de pintura mural na capela-mor.

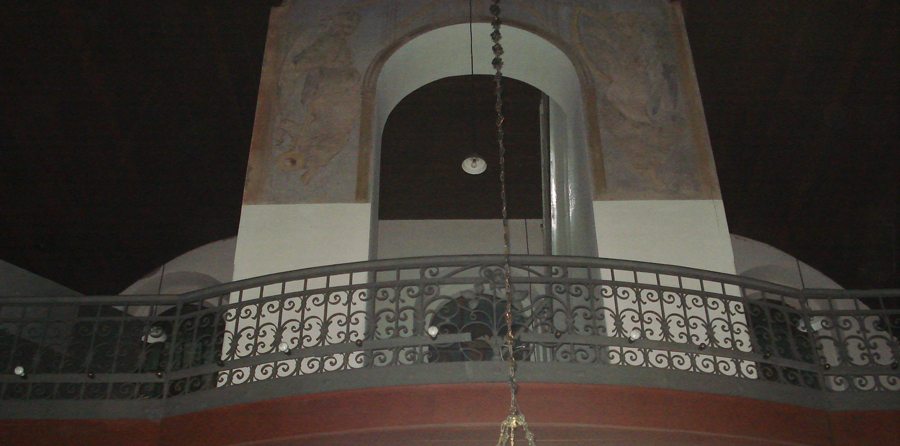
Coro restaurado e outros remanescentes de pintura mural.

Em 20 de março de 1953 a propriedade do imóvel foi doada à Congregação do Santíssimo Redentor, quer passou a administrar o prédio e os serviços religiosos. A partir daí, entrou em declínio. A capela original veio a ser muito dilapidada pelo tempo e pela intervenção humana, por sucessivas modificações que seguiam os gostos de cada época, pela ação de agentes naturais de degradação como térmitas, umidade e fungos, e a estrutura sofreu abalos por acomodações imprevistas no subsolo. Foi finalmente fechada para o público em 7 de setembro de 1972, dada sua condição quase ruinosa, e a Congregação Redentorista elaborou planos para sua demolição e substituição por um templo bem mais amplo. Porém a comunidade local posicionou-se contrária à ideia, e ocorreram manifestações de rua e órgãos de Patrimônio Histórico entraram em ação, fazendo com que o destino do tradicional templo da Avenida Oswaldo Aranha entrasse em um longo período de impasse e disputa que chegou até mesmo aos tribunais.
Neste período de polêmica veio a deflagrar-se um incêndio, que acreditou-se tenha sido criminoso, mesmo tendo a capela já recebido indicação como Patrimônio Histórico Municipal desde 1977, e sendo tombada em 1979. O incêndio, a maior tragédia na história já pouco tranqüila da capela, destruiu o grande altar-mor de madeira de feição neoclássica, grande parte do telhado e diversos outros elementos da decoração, e deixou o edifício em estado lastimoso e por pouco não o consumiu inteiro. Depois disso ele só não foi efetivamente demolido porque conseguiu-se em tempo firmar o processo de seu tombamento definitivo (1983).
Neste mesmo ano iniciou-se sua restauração. O telhado foi refeito, estabilizou-se as paredes e o grande arco cruzeiro, removeu-se acréscimos espúrios como confessionários externos, refez-se o revestimento interno e externo, os forros e o piso. As pinturas murais se perderam quase em totalidade, e o projeto de restauro manteve o que foi possível em janelas abertas no novo rebocamento, bem como algumas esquadrias queimadas, como testemunhos da história do edifício. Depois da restauração a capela sofreu novos acréscimos, alguns que contrastam vivamente com o estilo geral do edifício, como a parede de azulejos azuis no local onde se erguia o altar-mor.

## Características
A capela apresenta um estilo eclético, considerando-se o seu conjunto. A entrada se dá por um portão de ferro ladeado de balaustrada, conduzindo a um pequeno adro com curta escadaria. A fachada é consistentemente neoclássica, com 3 portas entalhadas sob arco pleno com tímpano envidraçado, sendo a central ladeada de dois pares de colunas toscanas lisas, em meio-relevo, com base elevada, que terminam em uma cornija reta e estreita. O nível superior espelha as aberturas inferiores, com 3 janelas em arco decoradas com vitrais, mas já com meias-colunas coríntias, também de fuste liso.
O frontão é um triângulo isósceles rebaixado, com cruz no vértice superior e um óculo redondo ao centro, e está inserido em uma área retangular de onde se ergue uma estátua em cada extremidade, e uma torre sineira centralizada e livre, também com dois pares de colunas coríntias, agora em baixo-relevo e de fuste canelado, emoldurando um arco redondo aberto para o sino, encimado por outro óculo redondo. O coruchéu tem arcos abatidos nas 4 faces e uma pequena cúpula em 4 águas, com uma cruz no topo. Todo o cornijamento é liso e simples. O telhado é em 2 águas com beirais, de telhas coloniais capa-canal. As fachadas laterais e posterior são desprovidas de qualquer adorno, e possuem aberturas em intervalos e alturas irregulares, e com arcos tanto abatidos como ogivais. As que abrem para a nave são guarnecidas de vitrais.

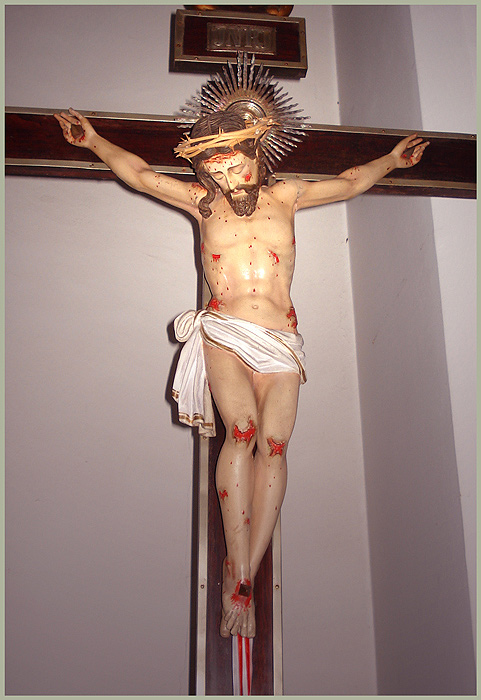
O Senhor Jesus do Bom Fim.

A capela conta com uma pequena nave única, de pé-direito bastante alto para as dimensões da nave, um coro com gradil de ferro trabalhado, diversas peanhas com imagens de santos de valor estético e histórico variado, sendo algumas de grande beleza e outras de fatura bastante elementar, dois altares laterais de talhe neogótico, e uma capela-mor com tribunas, um altar de fundo de talhe rococó com douraduras, e um extraordinário crucifixo Missioneiro.

### Peças notáveis
A capela guarda muitas imagens de valor artístico e histórico, como uma belíssima Nossa Senhora da Conceição com olhos de vidro e resplendor de prata, ascendendo sobre uma nuvem apinhada de anjos, grupos em gesso representando a Sagrada Família, outro mostrando Nossa Senhora do Rosário, outra imagem do Menino Jesus de Praga e por fim uma de Santa Teresinha. Mas de todas as peças sacras que a capela abriga, são realmente notáveis duas, e merecem uma atenção maior:
A cruz de onde pende o Senhor que veio a ser cultuado como do Bom Fim, uma escultura de proporções relativamente pequenas, mas extremamente elegantes, de estilo barroco tardio. Esta peça pertencia, como já se viu, à Igreja de Nossa Senhora da Conceição, e foi através dela que nasceu a devoção que daria origem à construção da Capela do Bonfim. Foi trasladada com grande pompa e festa em 3 de setembro de 1883, de lá para sua nova casa, tendo havido procissão solene liderada pelo Bispo Diocesano, sermão, Te Deum e missa comemorativa.
Outro crucifixo, este realmente magnífico, em madeira e tamanho natural, com pintura moderna mas seguindo, sensível e adequadamente, o estilo barroco, e de efeito extremamente dramático e patético. Permanece o registro de sua origem primeira, como se lê no jornal O Mercantil de 19 de janeiro de 1888, na crônica intitulada A Nova Imagem, que merece transcrição:

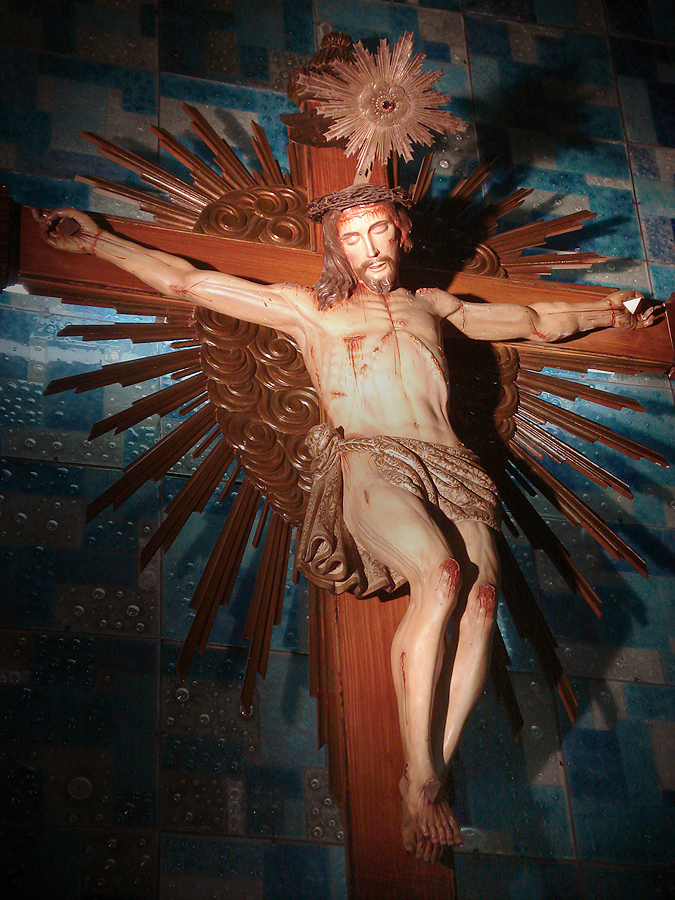
Crucifixo Missioneiro.

"Na verdade não conta talvez o Brazil inteiro com outra Imagem como aquella de que nos occupamos. A cruz mede 21 palmos de altura, e a Imagem, que é em tamanho natural, pertenceu aos velhos povos das missões paraguayas. Conta ella, portanto, com 200 anos de existência calculadamente. Logo ao terminar a guerra cruenta que o Brazil sustentou contra a República do Paraguay, foi essa Imagem trazida para aqui por um distincto official, que a offereceu ao Revmº Monsenhor Vicente Ferreira da Costa Pinheiro. Este por seu turno, agora doou-a a devoção do Bom Fim. O seu estado, porém, era lastimável: Os braços achavam-se quebrados e a encarnação havia quase que todo desaparecido. Quem a viu assim e vê-la hoje não a reconhece. Essa completa restauração é devida à perícia artística do hábil escultor rio-grandense Sr. Serafim José Ribeiro, que foi talvez inimitável no preparo das tintas: o tom lívido que cobre a Imagem do sublime Mártyr do Golgotha, o rubro das chagas gotejantes que lhe crivam o corpo são da mais perfeita illusão".
Um relato mais recente sobre ela se acha no Livro de Atas da Assembléia Geral da Devoção do Bom Fim, de 5 de maio de 1948:
"Conforme carta a seguir transcrita, o histórico Crucificado ou seja a Imagem do Senhor Jesus do Bom Fim foi, em 1882, oferecida à respectiva Devoção pelo valoroso General José Joaquim de Andrade Neves, ao qual, por um seu amigo de São Borja, foi dirigida esta carta, de cujos termos se conclua a veracidade da valiosa oferta:
"Ilmº Sr. Major José Joaquim de Andrade Neves [...]. Conquanto se torne dificultosa a aquisição de objetos raridades a que se refere V.Sª na sua carta relação anexa, posso asseverar-lhe que não pouparei esforço em satisfazer como muito desejo, e me cumpre, o pedido de V.Sª. Tenho já em meu poder três objetos, sendo entre eles uma grande imagem do Senhor Crucificado, que com ligeiros retoques, será talvez em todo o sentido a primeira que tenha chegado a esta Capital [...] Esta Imagem é obra dos Jesuítas; tem a altura de um homem".
Sua autoria foi atribuída, porém, ao célebre padre José Brasanelli por Bozidar Sustersic. Suas linhas magistrais provam, de qualquer forma, que saiu da mão de um artista de singular talento, mesmo que a encarnação mais recente de Serafim Ribeiro, embora feita com arte e de belo efeito, possa ter-lhe desfigurado em larga medida o aspecto original - mas este não sabemos qual teria sido. Mesmo assim a peça permanece, no estado em que se encontra, e por sua origem ligada às Missões Jesuíticas, como uma das peças de estatuária sacra em exposição pública mais significativas de toda a cidade de Porto Alegre, ombreando com os outros igualmente esplêndidos santos Missioneiros que pertencem ao Museu Júlio de Castilhos. A cruz propriamente dita e o resplendor de prata possivelmente datam da época de seu restauro, embora não haja menção na bibliografia consultada.

## Significado da capela na comunidade
A capela é um marco e uma referência na paisagem do bairro Bonfim, que se estruturou e desenvolveu em boa parte em função do templo. Muitas figuras ilustres da cidade pertenceram à Devoção do Senhor Jesus do Bom Fim, entre elas o Padre Landell de Moura, o General Andrade Neves e Apolinário Porto Alegre. O infausto evento do incêndio, e sua quase demolição, não obstante, tiveram um impacto positivo na comunidade, contribuindo para um crescimento na consciência de todos, cidadãos e poder público, a respeito do valor da memória, da arte, da história e de seus testemunhos materiais. Por fim, hoje, a despeito de suas muitas perdas materiais e desfigurações, algumas irreparáveis, está plenamente revitalizada, e a Capela do Senhor Jesus do Bom Fim voltou a excercer a função que lhe cabe, mantendo viva uma parte importante da história da cidade e agregando e atendendo às necessidades espirituais de uma parcela apreciável da população católica do bairro.